# Маргарет Бурк-Вайт
Маргарет Бурк-Вайт (англ. Margaret Bourke-White /ˌbərkˈ(h)ʍaɪt/, 14 червня 1904 — 27 серпня 1971) — американська фотографка, фотожурналістка, письменниця. Перша жінка-військова кореспондентка. Фотографії Маргарет Бурк-Вайт зберігаються у Бруклінському музеї, Клівлендському музеї мистецтва, Музеї сучасного мистецтва, а також у Бібліотеці Конгресу.

## Біографія
Народилася у Бронксі (Нью-Йорк, США) в сім'ї натураліста й інженера Джозефа Вайта і домогосподарки Мінні Бурк. Молодість провела в Баунд Брук (Нью-Джерсі).
У 1922 році Бурк-Вайт вступила до університету Колумбії і навчалася герпетології. У цей період зацікавилася фотографією. У 1925 році Бурк-Вайт пошлюбила Еверетта Чапмена. Змінила кілька університетів і, нарешті, у 1927 році закінчила Корнеллський університет. Роком пізніше переїхала до Клівленда (Огайо), де влаштувалася промисловою фотографкою у компанію «Отіс Стіл» (англ. Otis Steel Company).

## Фотожурналістика

Поштова марка з фотографією Бурк-Вайт

У 1929 році Бурк-Вайт стала редакторкою журналу Fortune. У 1930 вона стала першою західною фотографинею, яка відвідала промислові об'єкти СРСР. Пізніше Генрі Люс запросив її на роботу до журналу Life, де Бурк-Вайт стала першою жінкою-фотожурналісткою.
23 листопада 1936 року у Life опублікована її перша робота — фотографії з будівництва дамби Форт-Пек. Фотографія, що потрапила на обкладинку, згодом була використана на американських поштових марках.
У 1939 — 1942 роках Бурк-Вайт пошлюбила Ерскіна Колдвелла, разом з яким випустила книгу «Ви бачили їхні обличчя» (en: You Have Seen Their Faces, 1937), присвячену Великій депресії на американському Півдні.
У 1946 році Брук-Вайт за дорученням журналу Life вирушила до Індії для того, щоб задокументувати боротьбу цієї країни за свободу. У фотографії Ґанді Бурк-Вайт виразно підкреслила колесо прядки, яка є символом індійської незалежності, помістивши його на передній план.
У кінці 1949 року журнал Life на кілька місяців відрядив Брук-Вайт до Південної Африки. Там, на глибині 1500 метрів, у шахті поблизу Йоганнесбурга, в умовах нестерпної спеки, вона сфотографувала двох місцевих шахтарів.

### Друга світоваі повоєнні роки
Маргарет Брук-Вайт стала першою жінкою-військовою журналісткою і першою жінкою, що добилась дозволу працювати на фронті. У травні — вересні 1941 року вона побувала в СРСР. Її візит збігся з порушенням Німеччиною пакту про ненапад. Вона була єдиною іноземною фотографинею, присутньою у Москві під час нападу Німеччини.
Згодом Брук-Вайт супроводжувала американські війська в північній Африці, а потім — в Італії та Німеччині.
Навесні 1945 року Бурк-Вайт супроводжувала американського генерала Джорджа Паттона в його поїздці Німеччиною. В цей же період відвідала концентраційний табір Бухенвальд. Пізніше вона сказала: «Використання камери давало деяке полегшення. Вона створювала невеликий бар'єр між мною і оточуючим мене жахом» (англ. Using a camera was almost a relief. It interposed a slight barrier between myself and the horror in front of me.)
Після війни Бурк-Вайт опублікувала книгу «Дорога Батьківщино, відпочивай спокійно» (англ. Dear Fatherland, Rest Quietly), у якій відобразила побачене під час війни і безпосередньо після неї.

### Характерні особливості робіт
Маргарет Брук-Вайт спочатку з'ясовувала об'єктивну сутність події, виділяла головне і потім знімала так, щоб кожен окремий знімок демонстрував її ставлення до матеріалу. Вона створювала динамічні журналістські фотоесе, закінчені розповіді, що передавали її візуальні враження не тільки про те, як людина виглядає, але і про те, що вона їй говорила.
Вона прагнула знімати зовнішнє оточення і соціальний фон своїх героїв, їх роботу, життя. Вона знала їхній зовнішній вигляд, знала, що вони являють собою як особистості, і та частка секунди, коли робився знімок, була живою, наповненою глибоким змістом. Той, хто дивився поверхнево, швидко впізнавав об'єкт зйомки, а більш проникливі — бачили глибокий сенс. Її спосіб передачі образу викликає емоційні відгуки різних рівнів, а її есе є складними композиціями, новими дослідами в журналістській фотографії.

### Подальше життя
Маргарет Бурк-Вайт висвітлювала конфлікт між Індією і Пакистаном, є авторкою багатьох фотографій Мухаммеда Алі Джинни і Магатми Ґанді.
У 1950-х роках 50-річній Бурк-Вайт діагностовано хворобу Паркінсона. Вона скорочує обсяг роботи, періодично звертаючись до фізіотерапії та хірургії, щоб уповільнити розвиток хвороби.
У 1963 році опублікувала автобіографію „Власний портрет“ (англ. Portrait of Myself), яка стала бестселером. Однак через прогресування хвороби була змушена фактично зачинитися у власному будинку в Деріене (Коннектикут).
Маргарет Бурк-Вайт померла 27 серпня 1971 року у Коннектикуті в віці 67 років.

## Вибрана бібліографія
- You Have Seen Their Faces (укр. «Ви бачили їх обличчя», 1937; разом із Ерскіном Колдуеллом) ISBN 0-8203-1692-X
- North of the Danube (укр. «На північ від Дунаю», 1939; разом із Ерскіном Колдуеллом) ISBN 0-306-70877-9
- Shooting the Russian War (укр. «Знімки російської війни», 1942)
- They Called it «Purple Heart Valley» (укр. «Вони називають її „Purple Heart Valley“» , 1944)
- Halfway to Freedom (укр. «На пів шляху до свободи»); репортаж з нової Індії (1949)
- Portrait of Myself (укр. «Мій автопортрет», 1963) ISBN 0-671-59434-6
- Dear Fatherland (укр. «Дорога Батьківщина», 1946)
- The Taste of War (вибране під редакцією Джонатана Сілвермена, «Смак війни») ISBN 0-7126-1030-8
- Say, Is This the USA? (укр. «Скажіть, це США?», Перевидано в 1977) ISBN 0-306-77434-8
- The Photographs of Margaret Bourke-White («Фотографії Маргарет Бурк-Вайт») ISBN 0-517-16603-8